# Маркари, Ортенсия
Ортенсия Мария де Фатима Маркари (порт. Hortência Maria de Fátima Marcari или просто Ортенсия; род. 23 сентября 1959 года в Потирендабе, штат Сан-Паулу, Сан-Жозе-ду-Риу-Прету, Бразилия) — бразильская профессиональная баскетболистка. Играла на позиции атакующего защитника. Член Зала славы женского баскетбола с 2002 года, член Зала славы баскетбола с 2005 года и Зала славы ФИБА с 2007 года.

## Спортивная карьера
Выступала за клубы «Сан-Каэтано» (1973—1981), «Прудентина» (1982—1983), «Минеркаль» (1984—1990), «Констекка/Седокс» (1991), «Лейте Мока» (1992), «Понте-Прета» (1993) и «Сеара» (1996). На протяжении многих лет выступала за национальную сборную Бразилии, была одним из её ключевых игроков наряду с Мэджик Паулой и Жанет Аркейн, всего за сборную сыграла 137 игр, в среднем за игру набирала 24,4 очка. В 1987 году Ортенсия установила рекорд по количеству очков, набранных профессиональной баскетболисткой в одной игре — 121.

## Достижения
Клубы
- Обладательница Межконтинентального кубка: 1991, 1993, 1994
- Победительница панамериканского чемпионата: 1994, 1995
- Чемпионка Южной Америки: 1983, 1984, 1993, 1996
- Обладательница Кубка Бразилии: 1984, 1987, 1989, 1991, 1992, 1994, 1995
- Чемпионка лиги штата Сан-Паулу: 1982, 1983, 1987, 1988, 1989, 1990, 1991, 1992, 1993

Сборная
- Чемпионка мира 1994 года
- Серебряный призёр Олимпийских игр 1996 года
- Чемпионка Панамериканских игр 1991
- Чемпионка Южной Америки: 1978, 1981, 1986, 1989

Личные достижения
- Лучшая по результативности на Олимпийских играх 1992 года (94 очка/18,8 в среднем за игру)
- Включена в Зал славы женского баскетбола в 2002 году
- Включена в Зал славы баскетбола в 2005 году
- Включена в Зал славы ФИБА в 2007 году